# Матеушівка
Матеуші́вка — село в Україні, у Бучацькій міській громаді Чортківського району Тернопільської області. Розташоване на річці Вільховець, у центрі району.
Підпорядкувалося колишній Добропільській сільраді. Розташоване за 24 км від центру громади і 27 км від найближчої залізничної станції Бучач. Населення 208 осіб (2003).

## Історія
12 червня 2020 року, відповідно до розпорядження Кабінету Міністрів України № 724-р «Про визначення адміністративних центрів та затвердження територій територіальних громад Тернопільської області» увійшло до складу Бучацької міської громади.
19 липня 2020 року, в результаті адміністративно-територіальної реформи та ліквідації Бучацького району, увійшло до складу новоутвореного Чортківського району.
З 11 грудня 2020 р. належить до Бучацької міської громади.

## Населення

### Мова
Розподіл населення за рідною мовою за даними перепису 2001 року:
| Мова       | Кількість | Відсоток |
| ---------- | --------- | -------- |
| українська | 216       | 100%     |

## Політика

### Парламентські вибори, 2019
На позачергових парламентських виборах 2019 року у селі функціонувала окрема виборча дільниця № 610149, розташована у приміщенні клубу.
Результати
- зареєстровано 108 виборців, явка 63,89%, найбільше голосів віддано за «Європейську Солідарність» — 30,43%, за «Слугу народу» — 21,74%, за Всеукраїнське об'єднання «Батьківщина» і Радикальну партію Олега Ляшка — по 11,59%.[5] В одномандатному окрузі найбільше голосів отримав Микола Люшняк (самовисування) — 43,28%, за Ігоря Сопеля (Слуга народу) — 16,42%, за Аллу Стечишин (самовисування) — 11,94%[6].

## Релігія
Є церква святого Духа (1938, перебудована 1992 із костьолу).

## Народились
Роман Бутрин (25.06.1995-17.01.2024)

## Пам'ятки
Насипано символічну могилу УСС (1992).

## Галерея

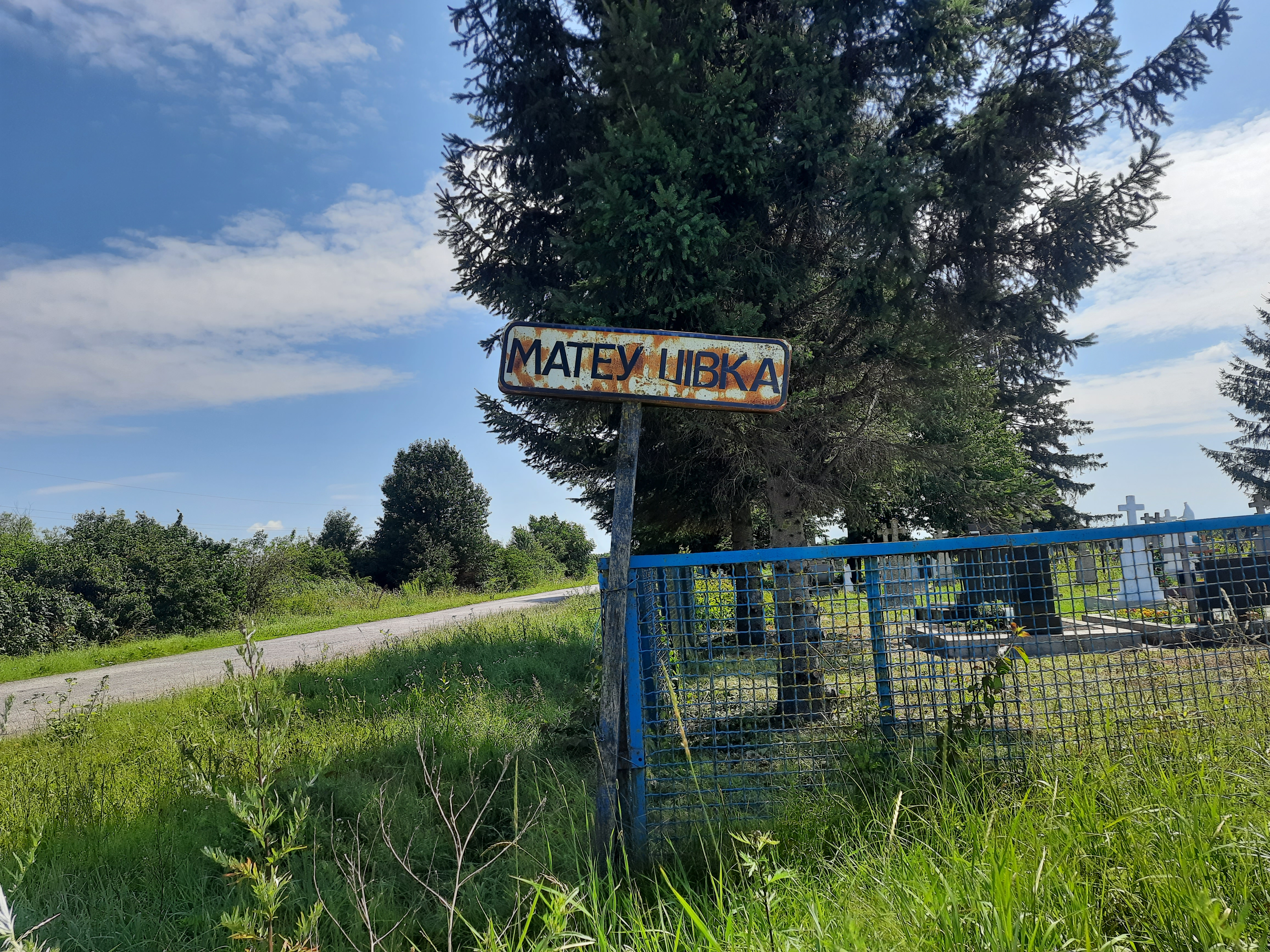
Дорожній знак при в'їзді в село
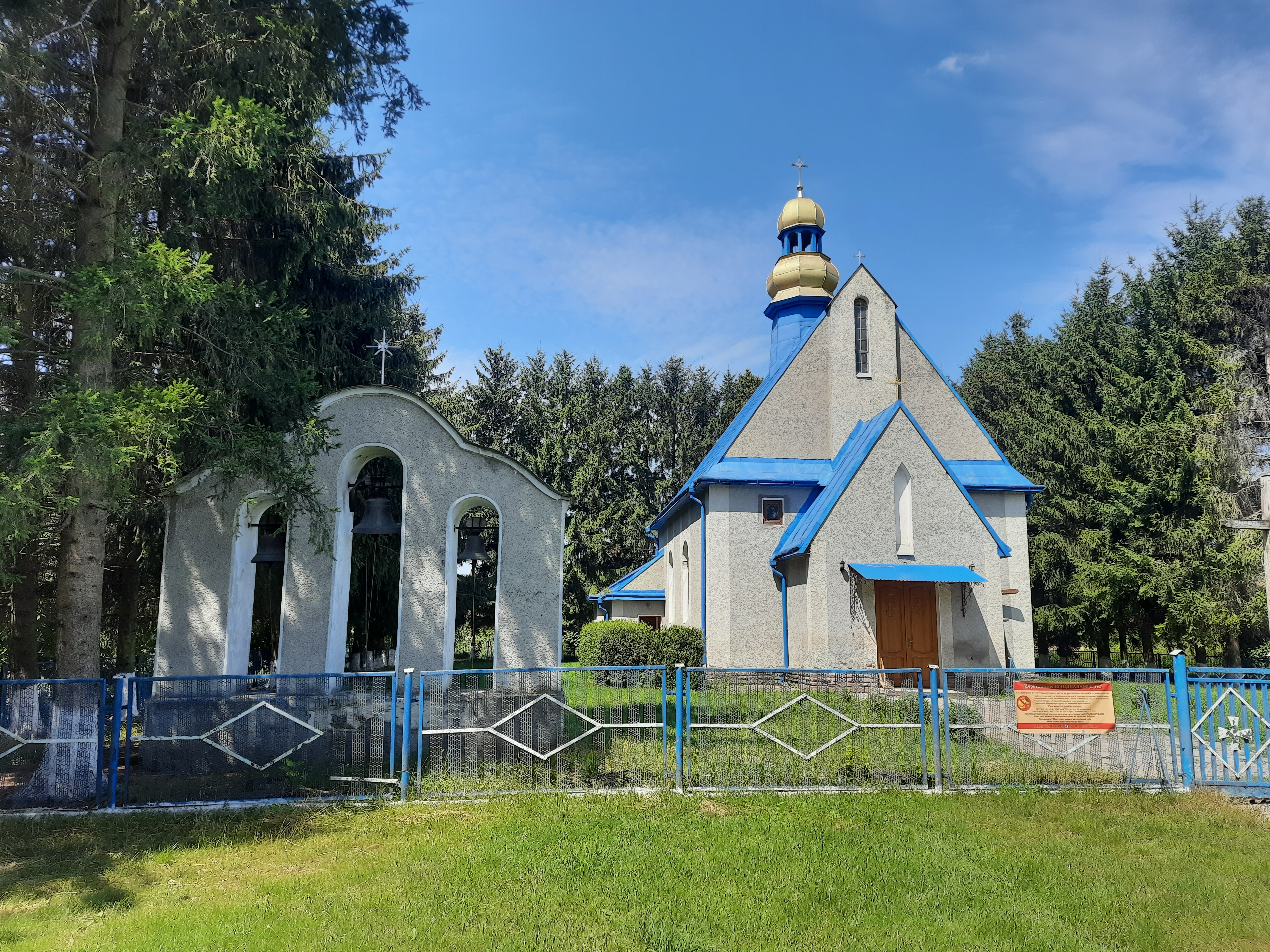
Церква Святого Духа
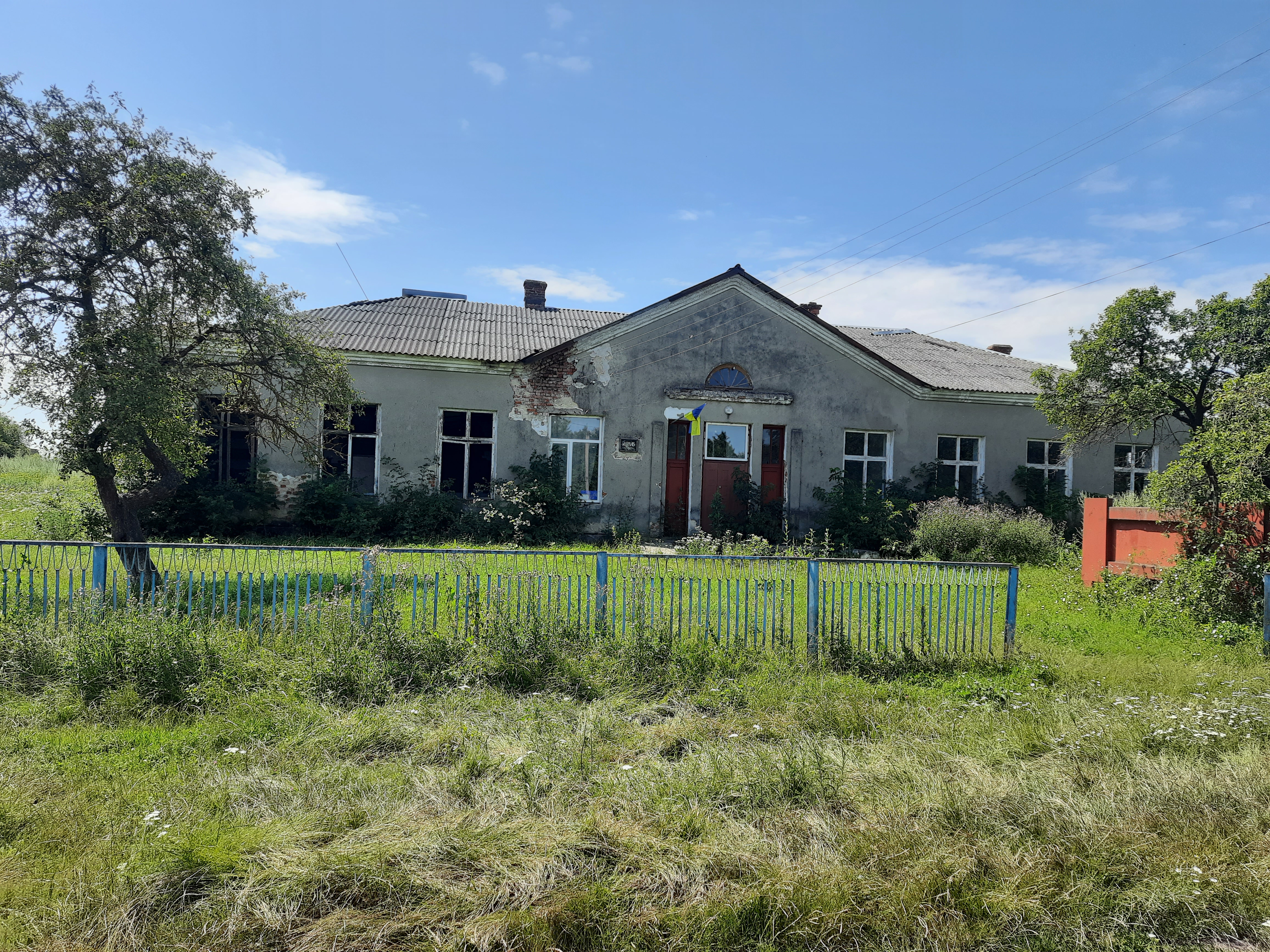
Клуб
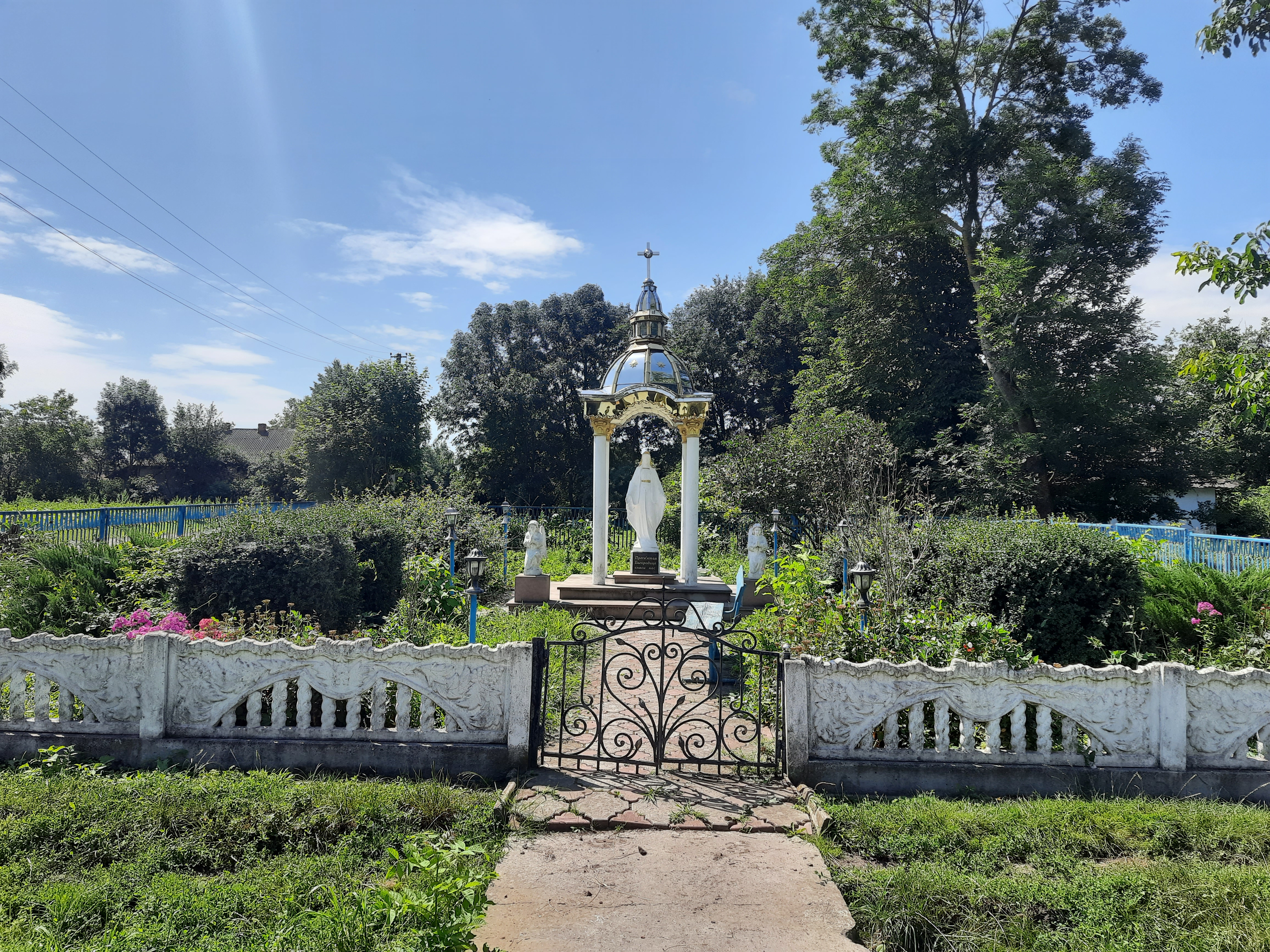
Статуя Божої Матері
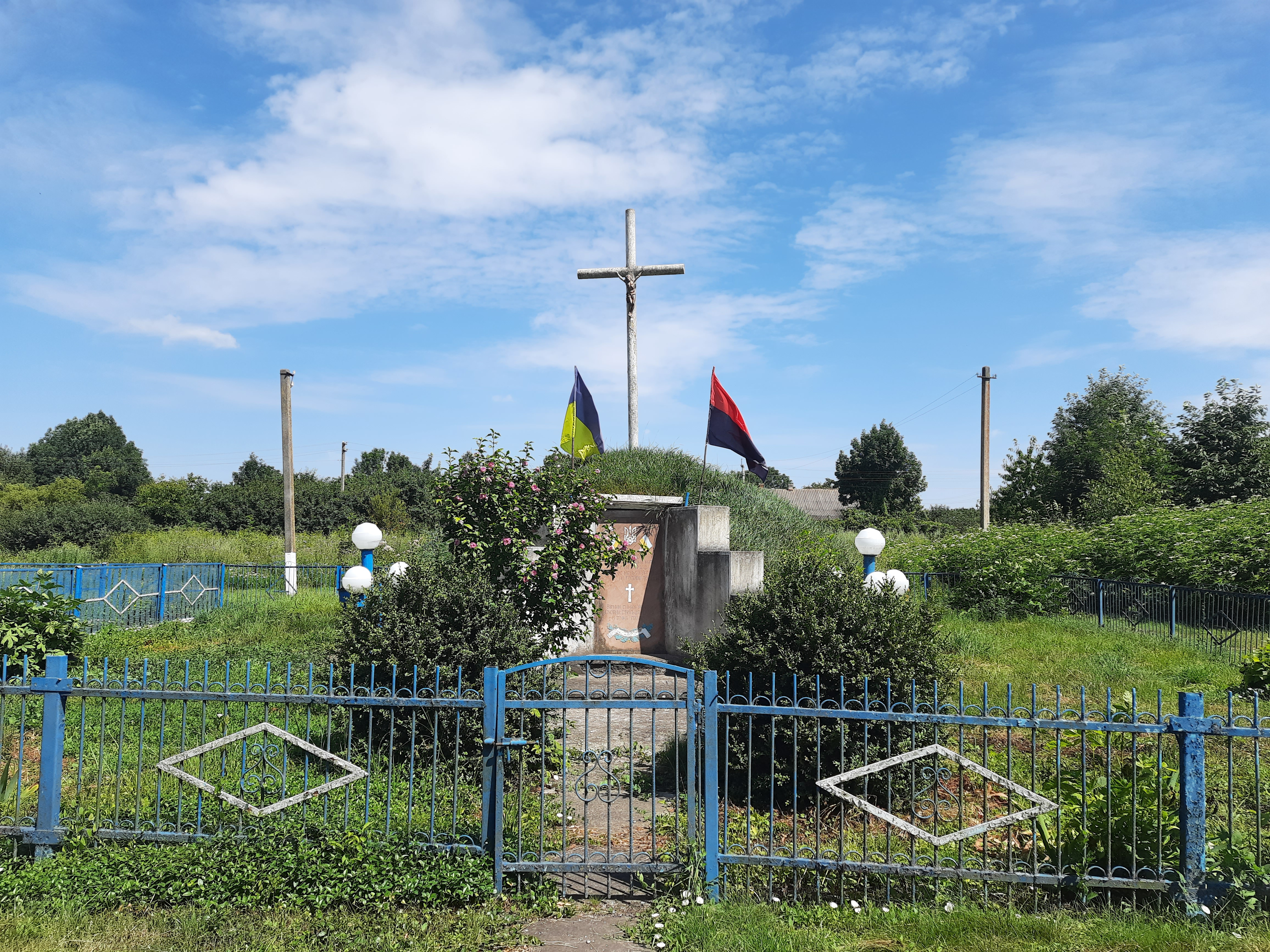
Символічна могила Борцям за волю України